# Jan Liberda
Jan Liberda (Beuthen, 26 november 1936 – Bytom, 6 februari 2020) was een Pools voetballer die als aanvaller speelde.
Liberda was verbonden met Polonia Bytom waar hij het overgrote deel van zijn loopbaan speelde en waarvan hij ook in twee periodes trainer was. Hij speelde aan het einde van zijn spelersloopbaan twee seizoenen in Nederland voor AZ '67. Voor het Pools voetbalelftal scoorde hij 8 doelpunten in 35 wedstrijden.